# 이마니
이마니(Imany, 1979년 4월 6일 ~ )는 프랑스의 싱어송라이터이다.